# Univerzalni vojnik: Povratak
Univerzalni vojnik: Povratak (engl. Universal Soldier: The Return) je američki naučnofantastični akcioni film iz 1999. režisera Mika Rodžersa.

## Radnja filma
Posle događaja iz originala, Luk Devero je napustio vojni projekat, oženio se, dobio kćerku i živi porodičnim životom. Međutim, iako već nekoliko godina penzionisan, zamoljen je da bude tehnički savetnik na specijalnom vladinom programu stvaranja nove, još snažnije vrste vojnika. Plan je da te nove sofisticiranije i inteligentnije vojnike nadzire i njima upravlja računar zvani SETH. Ali kada vlada odluči da prekine program, što znači i isključivanje SETH-a, računar koji je u međuvremenu stvorio vlastitu svest, odluči da osujeti vladin plan i eliminiše sve one koji ugrožavaju njegov opstanak.
Sada, Luk zajedno s reporterkom Erin i partnerkom Megi nastoji da spasi svoju kćerku koju je oteo SETH, bori se protiv smrtonosnih vojnika i uništava računar.

## Glavne uloge
- Žan-Klod Van Dam - Luk Devero
- Majkl Vajt - SETH (glas)
- Hajdi Šonc - Erin
- Kijana Tom - Megi

## Spoljašnje veze
- Univerzalni vojnik: Povratak na sajtu  (jezik: engleski)